# Earl Hurd
Pour les articles homonymes, voir Hurd.
Earl Hurd, né le 14 septembre 1880 à Kansas City (États-Unis) et mort le 28 septembre 1940 à Burbank (États-Unis), est un scénariste, réalisateur, producteur et acteur américain.

## Galerie
- Bobby Bumps Starts a Lodge (1916)
- Bobby Bumps and the Stork (1917)
- Bobby Bumps Starts For School (1917)
- Bobby Bumps' Fourth (1917)
- Bobby Bumps puts a Beanery on the Bum (1918)
- Bobby Bumps in Their Master's Voice (1921)

## Filmographie

### comme scénariste
- 1915 : Bobby Bumps' Adventures
- 1915 : Bobby Bumps Gets Pa's Goat
- 1915 : Ski-Hi the Cartoon Chinaman
- 1915 : The Troubles of Mr. Munk
- 1916 : Bobby Bumps and His Pointer Pup
- 1916 : Bobby Bumps Gets a Substitute
- 1916 : Teddy and the Angel Cake
- 1916 : Bobby Bumps and His Goatmobile
- 1916 : Bobby Bumps Goes Fishing
- 1916 : Bobby Bumps' Fly Swatter
- 1916 : Bobby Bumps and the Detective Story
- 1916 : Bobby Bumps Loses His Pup
- 1916 : Bobby Bumps and the Stork
- 1916 : Bobby Bumps Starts a Lodge
- 1916 : Bobby Bumps at the Circus
- 1916 : Bobby Bumps Queers the Choir
- 1916 : Bobby Bumps Helps a Book Agent
- 1917 : Bobby Bumps in the Great Divide
- 1917 : Bobby Bumps Adopts a Turtle
- 1917 : Bobby Bumps, Office Boy
- 1917 : Bobby Bumps Outwits the Dogsnatcher
- 1917 : Bobby Bumps Volunteers
- 1917 : Bobby Bumps Daylight Camper
- 1917 : Bobby Bumps Submarine Chaser
- 1917 : Bobby Bumps' Fourth
- 1917 : Bobby Bumps' Amusement Park
- 1917 : Bobby Bumps, Surf Rider
- 1917 : Bobby Bumps Early Shopper
- 1917 : Bobby Bumps Starts for School
- 1917 : Bobby Bumps' World Serious
- 1917 : Bobby Bumps, Chef
- 1917 : Bobby Bumps and Fido's Birthday Party
- 1917 : Bobby Bumps' Tank
- 1918 : Bobby Bumps' Disappearing Gun
- 1918 : Bobby Bumps at the Dentist
- 1918 : Bobby Bumps' Fight
- 1918 : Bobby Bumps on the Road
- 1918 : Bobby Bumps Caught in the Jamb
- 1918 : Bobby Bumps Out West
- 1918 : Bobby Bumps Films a Fire
- 1918 : Bobby Bumps Becomes an Ace
- 1918 : Bobby Bumps on the Doughnut Trail
- 1918 : Bobby Bumps and the Speckled Death
- 1918 : Bobby Bumps' Incubator
- 1918 : Bobby Bumps in Before and After
- 1918 : Bobby Bumps Puts a Beanery on the Bum
- 1919 : Bobby Bumps' Last Smoke
- 1919 : Bobby Bumps' Lucky Day
- 1919 : Bobby Bumps' Night Out with Some Night Owls
- 1919 : Bobby Bumps' Pup Gets the Flea-enza
- 1919 : Bobby Bumps Eel-lectric Launch
- 1919 : Bobby Bumps and the Sand Lizard
- 1919 : Bobby Bumps and the Hypnotic Eye
- 1919 : Bobby Bumps Throwing the Bull
- 1920 : Bobby Bumps
- 1920 : Bobby Bumps
- 1920 : Bobby Bumps
- 1920 : Bobby Bumps, the Cave Man
- 1920 : Bobby Bumps' Orchestra
- 1921 : Bobby Bumps
- 1921 : Bobby Bumps
- 1921 : Bobby Bumps
- 1921 : Bobby Bumps Checkmated
- 1921 : Bobby Bumps Working on an Idea
- 1921 : Bobby Bumps in Shadow Boxing
- 1921 : Bobby Bumps in Hunting and Fishing
- 1922 : One Ol' Cat
- 1922 : Fresh Fish
- 1922 : Railroading
- 1922 : Bobby Bumps at School
- 1923 : The Message of Emile Coué
- 1923 : Chicken Dressing
- 1923 : The Movie Daredevil
- 1923 : Their Love Growed Cold
- 1924 : Boneyard Blues
- 1924 : The Hoboken Nightingale
- 1924 : The Sawmill Four
- 1924 : The Artist's Model
- 1924 : Broadcasting
- 1925 : He Who Gets Socked
- 1925 : Two Cats and a Bird
- 1925 : The Mellow Quartette
- 1925 : Monkey Business
- 1925 : Two Poor Fish
- 1925 : Props' Dash for Cash
- 1925 : Bobby Bumps and Company
- 1925 : Props and the Spirits
- 1936 : Elmer l'éléphant (Elmer Elephant)

### comme réalisateur
- 1915 : Bobby Bumps Gets Pa's Goat
- 1915 : Ski-Hi the Cartoon Chinaman
- 1915 : The Troubles of Mr. Munk
- 1915 : Bobby Bumps' Adventures
- 1916 : Bobby Bumps and His Pointer Pup
- 1916 : Bobby Bumps Gets a Substitute
- 1916 : Teddy and the Angel Cake
- 1916 : Bobby Bumps and His Goatmobile
- 1916 : Bobby Bumps Goes Fishing
- 1916 : Bobby Bumps' Fly Swatter
- 1916 : Bobby Bumps and the Detective Story
- 1916 : Bobby Bumps Loses His Pup
- 1916 : Bobby Bumps and the Stork
- 1916 : Bobby Bumps Starts a Lodge
- 1916 : Bobby Bumps at the Circus
- 1916 : Bobby Bumps Queers the Choir
- 1916 : Bobby Bumps Helps a Book Agent
- 1917 : Bobby Bumps in the Great Divide
- 1917 : Bobby Bumps Adopts a Turtle
- 1917 : Bobby Bumps, Office Boy
- 1917 : Bobby Bumps Outwits the Dogsnatcher
- 1917 : Bobby Bumps Volunteers
- 1917 : Bobby Bumps Daylight Camper
- 1917 : Bobby Bumps Submarine Chaser
- 1917 : Bobby Bumps' Fourth
- 1917 : Bobby Bumps' Amusement Park
- 1917 : Bobby Bumps, Surf Rider
- 1917 : Bobby Bumps Early Shopper
- 1917 : Bobby Bumps Starts for School
- 1917 : Bobby Bumps' World Serious
- 1917 : Bobby Bumps, Chef
- 1917 : Bobby Bumps and Fido's Birthday Party
- 1917 : Bobby Bumps' Tank
- 1918 : Bobby Bumps' Disappearing Gun
- 1918 : Bobby Bumps at the Dentist
- 1918 : Bobby Bumps' Fight
- 1918 : Bobby Bumps on the Road
- 1918 : Bobby Bumps Caught in the Jamb
- 1918 : Bobby Bumps Out West
- 1918 : Bobby Bumps Films a Fire
- 1918 : Bobby Bumps Becomes an Ace
- 1918 : Bobby Bumps on the Doughnut Trail
- 1918 : Bobby Bumps and the Speckled Death
- 1918 : Bobby Bumps' Incubator
- 1918 : Bobby Bumps in Before and After
- 1918 : Bobby Bumps Puts a Beanery on the Bum
- 1919 : Bobby Bumps' Last Smoke
- 1919 : Bobby Bumps' Lucky Day
- 1919 : Bobby Bumps' Night Out with Some Night Owls
- 1919 : Bobby Bumps' Pup Gets the Flea-enza
- 1919 : Bobby Bumps Eel-lectric Launch
- 1919 : Bobby Bumps and the Sand Lizard
- 1919 : Bobby Bumps and the Hypnotic Eye
- 1919 : Bobby Bumps Throwing the Bull
- 1920 : Bobby Bumps
- 1920 : Bobby Bumps
- 1920 : Bobby Bumps
- 1920 : Bobby Bumps, the Cave Man
- 1920 : Bobby Bumps' Orchestra
- 1921 : Bobby Bumps
- 1921 : Hootch and Mootch in a Steak at Stake
- 1921 : Bobby Bumps
- 1921 : Bobby Bumps
- 1921 : Bobby Bumps Checkmated
- 1921 : Bobby Bumps Working on an Idea
- 1921 : Bobby Bumps in Shadow Boxing
- 1921 : Bobby Bumps in Hunting and Fishing
- 1922 : One Ol' Cat
- 1922 : Fresh Fish
- 1922 : Railroading
- 1922 : Bobby Bumps at School
- 1923 : Chicken Dressing
- 1923 : The Movie Daredevil
- 1923 : Their Love Growed Cold
- 1924 : Boneyard Blues
- 1924 : The Hoboken Nightingale
- 1924 : The Sawmill Four
- 1924 : The Artist's Model
- 1924 : Broadcasting
- 1925 : He Who Gets Socked
- 1925 : Two Cats and a Bird
- 1925 : The Mellow Quartette
- 1925 : Monkey Business
- 1925 : Two Poor Fish
- 1925 : Props' Dash for Cash
- 1925 : Bobby Bumps and Company
- 1925 : Props and the Spirits

### comme producteur
- 1915 : Ski-Hi the Cartoon Chinaman
- 1915 : The Troubles of Mr. Munk
- 1916 : Teddy and the Angel Cake
- 1922 : One Ol' Cat
- 1922 : Fresh Fish
- 1923 : The Message of Emile Coué
- 1923 : Chicken Dressing
- 1923 : The Movie Daredevil
- 1924 : Boneyard Blues
- 1924 : The Hoboken Nightingale
- 1924 : The Sawmill Four
- 1924 : The Artist's Model
- 1924 : Broadcasting
- 1925 : He Who Gets Socked
- 1925 : Two Cats and a Bird
- 1925 : The Mellow Quartette
- 1925 : Monkey Business
- 1925 : Two Poor Fish
- 1925 : Props' Dash for Cash
- 1925 : Bobby Bumps and Company
- 1925 : Props and the Spirits

### comme acteur
- 1922 : One Ol' Cat
- 1923 : Chicken Dressing